# Лейк-Бриджпорт (Техас)
Лейк-Бриджпорт (англ. Lake Bridgeport) — місто (англ. city) в США, в окрузі Вайз штату Техас. Населення — 339 осіб (2020).

## Географія
Лейк-Бриджпорт розташований за координатами 33°12′26″ пн. ш. 97°49′52″ зх. д. / 33.20722° пн. ш. 97.83111° зх. д. (33.207240, -97.830997).  За даними Бюро перепису населення США в 2010 році місто мало площу 1,20 км², уся площа — суходіл.

## Демографія
Згідно з переписом 2010 року, у місті мешкало 340 осіб у 134 домогосподарствах у складі 98 родин. Густота населення становила 282 особи/км².  Було 216 помешкань (179/км²).
Расовий склад населення:
| - 96,5 % — білих - 0,9 % — чорних або афроамериканців - 0,3 % — корінних американців - 0,3 % — азіатів - 1,5 % — осіб інших рас |

До двох чи більше рас належало 0,6 %. Частка іспаномовних становила 5,0 % від усіх жителів.
За віковим діапазоном населення розподілялося таким чином: 21,5 % — особи молодші 18 років, 63,5 % — особи у віці 18—64 років, 15,0 % — особи у віці 65 років та старші. Медіана віку мешканця становила 44,0 року. На 100 осіб жіночої статі у місті припадало 108,6 чоловіків;  на 100 жінок у віці від 18 років та старших — 105,4 чоловіків також старших 18 років.
Середній дохід на одне домашнє господарство  становив 72 488 доларів США (медіана — 43 750), а середній дохід на одну сім'ю — 81 533 долари (медіана — 50 000). За межею бідності перебувало 19,4 % осіб, у тому числі 19,4 % дітей у віці до 18 років та 6,7 % осіб у віці 65 років та старших.
Цивільне працевлаштоване населення становило 179 осіб. Основні галузі зайнятості: освіта, охорона здоров'я та соціальна допомога — 21,2 %, транспорт — 13,4 %, сільське господарство, лісництво, риболовля — 13,4 %.